# Barneys New York

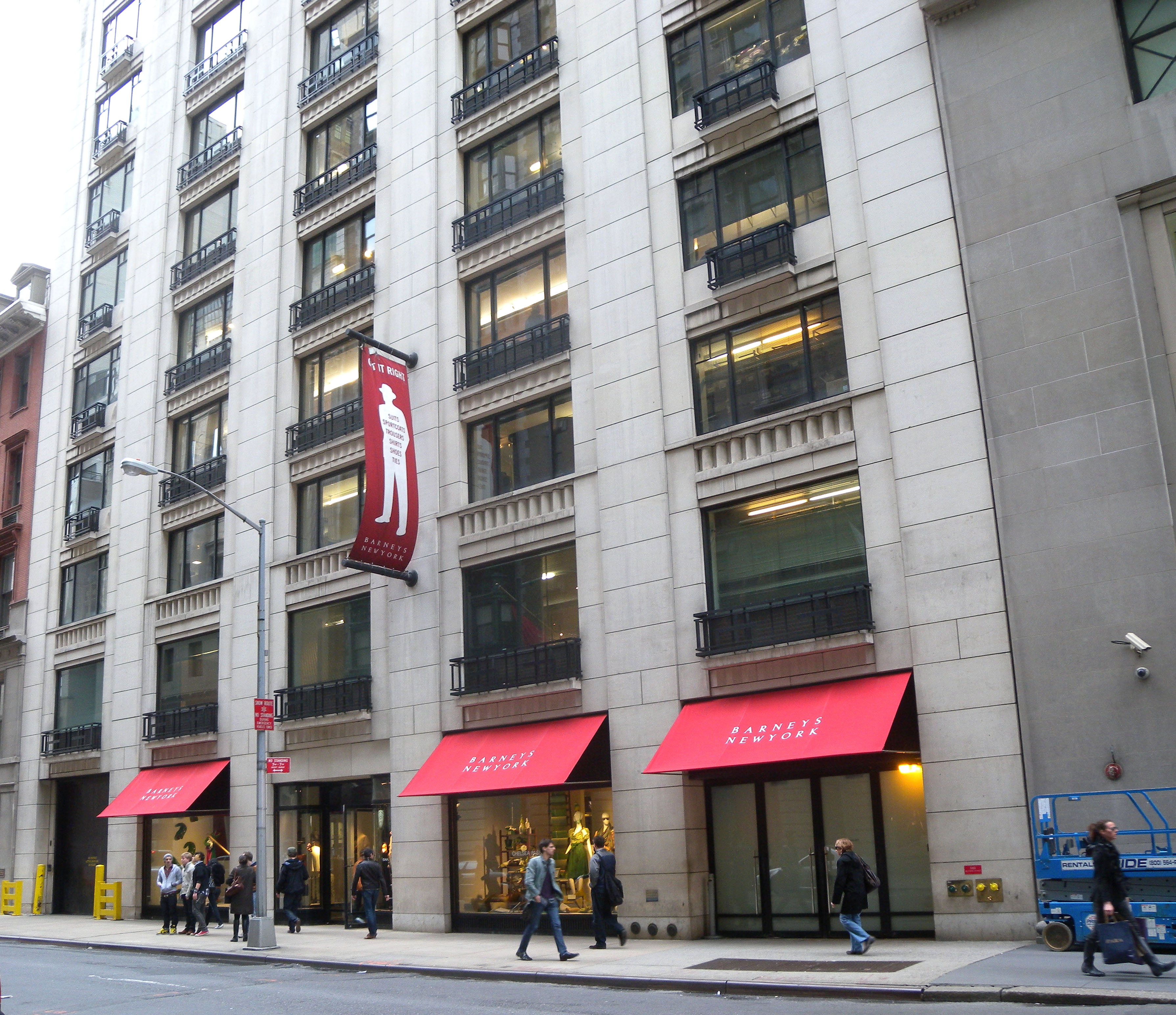
Le magasin Barneys New York dans la 60th Street

Barneys New York est une enseigne new-yorkaise de grands magasins fondée en 1923 proposant des pièces de prêt-à-porter, de haute couture française et de créateurs internationaux, que ce soit dans le domaine du vêtement, de la maroquinerie ou de la chaussure. À l'origine unique boutique située dans le borough de Manhattan, la société a compté de multiples points de vente sur le territoire américain, les plus importants étant ceux des villes de Beverly Hills, Boston, Chicago, San Francisco, Dallas, Las Vegas et Scottsdale.
La société fait faillite en 2019 puis ferme son magasin iconique de Madison Avenue le 22 février 2020 ; les 700 personnes de ce lieu sont licenciées.